# Tamara Radočaj
Tamara Radočaj (en alphabet cyrillique serbe : Тамара Радочај; en alphabet latin serbe : Tamara Radočaj), née le 23 décembre 1987 à Vršac (Yougoslavie, actuelle Serbie), est une joueuse de basket-ball serbe.

## Biographie

### Clubs
Formée au club de Vršac, elle se révèle au Partizan Belgrade sous la direction de Marina Maljković, puis effectue deux saisons à Györ. En 2016-2017, elle joue avec le club russe de Tchevakata Vologda pour 11,2 points, 3,5 rebonds et 4 passes décisives et une belle quatrième du championnat russe.
Signée durant l'été par le club français de Roche Vendée, elle est remerciée au bout de quatre rencontres, toutes perdues, avec des statistiques personnelles de 4,3 points à 26 % de réussite aux tirs, 3,3 rebonds et 1,3 passe décisive pour 2,3 d'évaluation en 18 minutes de moyenne.

### Équipe nationale
Elle remporte le Championnat d'Europe 2015 et la médaille de bronze aux Jeux olympiques d'été de 2016 avec l'équipe de Serbie de basket-ball féminin. Lors du Championnat d'Europe 2017 (5,8 points et 3 passes décisives de moyenne dans le tournoi pour Radočaj), la Serbie étant éliminée dès les huitièmes de finale par la Lettonie.

## Carrière
- 2004-2011 :  KK Hemofarm Vršac
- 2011 - 2013 :  ŽKK Partizan Belgrade
- 2013-2014 :  CUS Cagliari Pallacanestro
- 2014-2016 :  Seat-Szese Győr
- 2016-2016 :  Tchevakata Vologda
- 2017 :  Roche Vendée Basket Club

## Palmarès
- Sept fois Championne de Serbie (2005–2009, 2012, 2013)
- Sept fois vainqueure de la Coupe de Serbie (2005–2010, 2013)
- Deux fois vainqueure de la Ligue adriatique (2012, 2013)